# José Pedro Barrán
José Pedro Barrán Montaldo (Fray Bentos, 26 de febrero de 1934 - Montevideo, 11 de septiembre de 2009) fue un profesor, escritor e historiador uruguayo. Su viuda, Alicia Casas de Barrán es archivóloga y docente, y su hijo, Pedro Barrán Casas, es arquitecto especializado en escuelas. 

## Biografía
En 1958, egresó del Instituto de Profesores Artigas (IPA) en la asignatura de Historia y comenzó a trabajar como profesor de Historia en Enseñanza Secundaria.
Escribió crítica historiográfica en el semanario Marcha y artículos en Cuadernos de Marcha, en la Revista de la Biblioteca Nacional, en el semanario Brecha y en las publicaciones del CINVE (Centro de investigaciones Económicas). Académico de número de la Academia Nacional de Letras del Uruguay desde 1998, fue autor de obras que se han convertido en la muestra de una nueva mirada en la producción del conocimiento histórico en su país.
Sin abandonar su trabajo de profesor, ingresó en 1960 como investigador al Archivo General de la Nación, donde permaneció cuatro años. Docente de Historia en el IPA, fue destituido en 1978 de Enseñanza Secundaria por las autoridades impuestas por la dictadura. Desde ese momento se vinculó al CINVE, donde junto con Benjamín Nahum obtuvo una beca que hizo posible buena parte de la investigación Batlle, los estancieros y el Imperio Británico. Por esta investigación recibió en 1985, junto con Nahum, el Premio Clarence Haring.
Desde 1985, vuelta la democracia en Uruguay, fue nombrado profesor titular de Historia del Uruguay y posteriormente director del Departamento de Historia del Uruguay de la Facultad de Humanidades y Ciencias de la Educación de la Universidad de la República. En 1989 recibió una beca del Consejo Británico para investigar las relaciones entre Uruguay y Gran Bretaña en el siglo XIX. La Comisión Fulbright le concedió en 1993 una beca para investigar las relaciones entre Uruguay y Estados Unidos en los años 1940 y 1950.
Nombrado vicepresidente del CODICEN en 2005, por el gobierno del presidente Tabaré Vázquez, renunció al cargo por motivos de salud el 10 de octubre de 2006.
En 2007, la Universidad de la República le otorgó el título de doctor honoris causa.

## Obra
Barrán y Nahum publicaron entre 1967 y 1978 los siete tomos de la Historia rural del Uruguay moderno, que condensan la investigación sobre las estructuras económicas y sociales del Uruguay entre fines de la Guerra Grande (1851) y el comienzo de la Primera Guerra Mundial (1914). En ella utilizaron los instrumentos de varias disciplinas además de la historia —como la economía, la sociología y la demografía— para explorar el fin del país pastoril y caudillesco hasta llegar a una modernización no solo política, sino también económica, social y cultural. Fue el nacimiento de una nueva manera de hacer historia en el Uruguay, donde además de estos dos historiadores estaban comprometidos Roque Faraone, Carlos Visca, Luis Carlos Benvenuto, Gustavo Beyhaut y Juan Antonio Oddone.
Trasladaron el foco desde el hecho político (herencia del positivismo, materializado en Uruguay a través de los trabajos de su profesor, Juan E. Pivel Devoto) a las estructuras económicas, tras habar recibido fuertes influencias de Annales, corriente historiográfica surgida en Francia hacia 1929 bajo la conducción de Marc Bloch y Lucien Febvre.
Con el primer tomo de Batlle, los estancieros y el Imperio Británico —“El Uruguay del 900”— (1979), el enfoque multidisciplinario se profundizó y se abrió al mismo tiempo para registrar las actitudes y la sensibilidad ante la sexualidad, la vida o la muerte, que se ampliarían en investigaciones posteriores.
Su obra en solitario conforma un aporte de igual originalidad e importancia que la producida junto a Nahum, consolidando el derrotero de la Historia de las Mentalidades en Uruguay, años antes iniciado por Carlos Real de Azúa (El patriciado uruguayo, 1961) y Silvia Rodríguez Villamil (Las mentalidades dominantes en Montevideo, 1968).
En 1989 se publica, seguramente, la obra magna de este historiador en lo que al estudio de las mentalidades –las sensibilidades– respecta, una que ha alcanzado a ser considerada por antonomasia como la obra más importante realizada por la historiografía uruguaya en este campo y cuya importancia radica además en oficiar, a guisa de declaración fundadora, en exordio de su producción subsiguiente: Historia de la Sensibilidad en el Uruguay, con La cultura bárbara (1800-1860) como su primer tomo, sucedida por El disciplinamiento (1860-1920).
Barrán prefirió usar el término "sensibilidad" por sobre "mentalidad" en la obra, rechazando el segundo según él "sobre todo porque el término sensibilidad es más nuestro y necesita menos explicaciones", de la misma forma que circunscribe el objeto de su investigación, obedeciendo a las posibilidades que nuestros archivos ofrecen, a "una historia de las emociones" menos que una de "los hábitos del pensar en una época."
Desatentamente, podría pensarse que Barrán oficia casi de lente traslúcido entre la historiografía francesa en boga y la erudición académica nacional. Leticia Soler apunta perspicazmente que "no se trata en ningún momento de un traslado mecánico sino de un cuidadoso análisis de situaciones", de "ajustar terminologías", a lo que Barrán responde que igualmente "debe ser una historia – en eso sí, a la francesa – que pretende describir el sentimiento colectivo al que nadie escapa". El mismo intento de sincretismo historiográfico lo realizará en razón de las reflexiones cronológicas braudelianas, evidenciando que "procesos culturales que en Europa son casi imperceptibles, duran siglos y pertenecen a la larga duración de Braudel, aquí perduran a lo sumo decenios."

## Obras del autor

### En coautoría con Benjamín Nahum
- Bases económicas de la revolución artiguista (Ediciones de la Banda Oriental, Montevideo. 1964)
- Historia rural del Uruguay moderno. 1851-1914 (Ediciones de la Banda Oriental, Montevideo. 1967-1978)
  - Tomo I - “Historia rural del Uruguay moderno. 1851-1885” (1967)
  - Tomo II - “La crisis económica 1886-1894” (1971)
  - Tomo III - “Recuperación y dependencia. 1895-1904” (1973)
  - Tomo IV - “Historia social de las revoluciones de 1897 y 1904” (1972)
  - Tomo V - “La prosperidad frágil. 1905-1914” (1977)
  - Tomo VI - “La civilización ganadera bajo Batlle. 1905-1914” (1977)
  - Tomo VII - “Agricultura, crédito y transporte bajo Batlle. 1905-1914” (1978)
- Batlle, los estancieros y el Imperio Británico (Ediciones de la Banda Oriental, Montevideo. 1979-1985)
  - Tomo I - “El Uruguay del Novecientos Montevideo” (1979)
  - Tomo II - “Un diálogo difícil. 1903-1910” (1981)
  - Tomo III - “El nacimiento del batllismo” (1982)
  - Tomo IV - “Las primeras reformas. 1911-1913” (1983)
  - Tomo VI - “Crisis y radicalización. 1913-1916” (1985)

### De su autoría
- Apogeo y crisis del Uruguay pastoril y caudillesco (Ediciones de la Banda Oriental, Montevideo. 1974)
- Batlle, los estancieros y el Imperio Británico (Ediciones de la Banda Oriental, Montevideo. 1984-1987)
  - Tomo V - “La reacción imperial conservadora. 1911-1913” (1984)
  - Tomo VII - “Lucha política y enfrentamiento social. 1913-1916” (1986)
  - Tomo VIII - “La derrota del batllismo. 1916” (1987)
- Iglesia Católica y burguesía en el Uruguay de la modernización 1860-1900 (Facultad de Humanidades y Ciencias, Montevideo. 1988)
- Historia de la sensibilidad en el Uruguay (Ediciones de la Banda Oriental, Montevideo. 1989-1990)
  - Tomo I - “La cultura bárbara (1800-1860)” (1989)
  - Tomo II - “El disciplinamiento (1860-1920)” (1990)
- Medicina y sociedad en el Uruguay del Novecientos (Ediciones de la Banda Oriental, Montevideo. 1992-1995)
  - Tomo I - “El poder de curar” (1992)
  - Tomo II - “La ortopedia de los pobres” (1993)
  - Tomo III - “La invención del cuerpo” (1995)
- La espiritualización de la riqueza. Catolicismo y economía en Uruguay.1730-1900 (Ediciones de la Banda Oriental. Montevideo, 1998)
- Amor y transgresión en Montevideo: 1919-1931 (Ediciones de la Banda Oriental, Montevideo. 2001)
- Los conservadores uruguayos (1870-1933) (Ediciones de la Banda Oriental, Montevideo. 2004)
- Intimidad, divorcio y nueva moral en el Uruguay del novecientos (Ediciones de la Banda Oriental, Montevideo. 2008)